# Campeonato de Fútbol Playa 2017 (Argentina)
El Campeonato de Fútbol Playa AFA 2017 fue la primera edición de este torneo. Fue organizado por la Asociación del Fútbol Argentino.
Esta copa contó con la participación de los equipos: Acassuso, Barracas Central, Buenos Aires City F.C., Ferro Carril Oeste, Huracán, Ituzaingó, Unión Deportivo Provincial y Racing Club. Además, por parte del Consejo del Interior participaron Argentino de Rosario, Central Córdoba (Rosario) y Rosario Central.
Las zonas realizadas por AFA tuvieron de sede el Polideportivo Luis Monti de Escobar, mientras que la zona organizada por el Consejo Federal se desarrolló en el Balneario La Florida en la ciudad de Rosario. Se desarrolló en dos zonas de cuatro equipos cada una, mientras que la zona del Interior constó de solo 3 equipos rosarinos.

## Resultados

#### Primera Fase[2]

##### Zona 1
| Equipo      | Pts. | PJ | PG | PG++ | PP | GF | GC | Dif. |
| ----------- | ---- | -- | -- | ---- | -- | -- | -- | ---- |
| Huracán     | 9    | 3  | 3  | 0    | 0  | 23 | 10 | +13  |
| Ituzaingó   | 6    | 3  | 2  | 0    | 1  | 19 | 12 | +7   |
| Acassuso    | 3    | 3  | 1  | 0    | 2  | 14 | 23 | -9   |
| Racing Club | 0    | 3  | 0  | 0    | 3  | 12 | 23 | -11  |

| 27 de octubre, 19:00 (UTC-3) | Huracán | 9 : 4 | Racing Club | Polideportivo Municipal Luis Monti, Escobar |  |

| 27 de octubre, 20:00 (UTC-3) | Acassuso | 5 : 8 | Ituzaingó | Polideportivo Municipal Luis Monti, Escobar |  |

| 28 de octubre, 11:00 (UTC-3) | Racing Club | 3 : 8 | Ituzaingó | Polideportivo Municipal Luis Monti, Escobar |  |

| 28 de octubre, 12:00 (UTC-3) | Huracán | 10 : 3 | Acassuso | Polideportivo Municipal Luis Monti, Escobar |  |

| 29 de octubre, 09:00 (UTC-3) | Ituzaingó | 3 : 4 | Huracán | Polideportivo Municipal Luis Monti, Escobar |  |

| 29 de octubre, 10:00 (UTC-3) | Acassuso | 6 : 5 | Racing Club | Polideportivo Municipal Luis Monti, Escobar |  |

##### Zona 2
| Equipo                     | Pts. | PJ | PG | PG++ | PP | GF | GC | Dif. |
| -------------------------- | ---- | -- | -- | ---- | -- | -- | -- | ---- |
| Unión Deportivo Provincial | 9    | 3  | 3  | 0    | 0  | 20 | 7  | +13  |
| Barracas Central           | 6    | 3  | 2  | 0    | 1  | 21 | 23 | -2   |
| Buenos Aires City F. C.    | 3    | 3  | 1  | 0    | 2  | 19 | 22 | -3   |
| Ferro Carriel Oeste        | 0    | 3  | 0  | 0    | 3  | 18 | 26 | -8   |

| 27 de octubre, 17:00 (UTC-3) | Buenos Aires City F. C. | 2 : 5 | Unión Deportivo Provincial | Polideportivo Municipal Luis Monti, Escobar |  |

| 27 de octubre, 18:00 (UTC-3) | Barracas Central | 9 : 8 | Ferro Carriel Oeste | Polideportivo Municipal Luis Monti, Escobar |  |

| 28 de octubre, 09:00 (UTC-3) | Buenos Aires City F. C. | 9 : 11 | Barracas Central | Polideportivo Municipal Luis Monti, Escobar |  |

| 28 de octubre, 10:00 (UTC-3) | Unión Deportivo Provincial | 9 : 4 | Ferro Carriel Oeste | Polideportivo Municipal Luis Monti, Escobar |  |

| 29 de octubre, 11:00 (UTC-3) | Ferro Carriel Oeste | 6 : 8 | Buenos Aires City F. C. | Polideportivo Municipal Luis Monti, Escobar |  |

| 29 de octubre, 12:00 (UTC-3) | Barracas Central | 1 : 6 | Unión Deportivo Provincial | Polideportivo Municipal Luis Monti, Escobar |  |

##### Zona 3 (Interior)
| Equipo                    | Pts. | PJ | PG | PG++ | PP | GF | GC | Dif. |
| ------------------------- | ---- | -- | -- | ---- | -- | -- | -- | ---- |
| Argentino de Rosario      | 4    | 2  | 1  | 1    | 0  | 12 | 7  | +5   |
| Rosario Central           | 3    | 2  | 1  | 0    | 1  | 12 | 6  | +6   |
| Central Córdoba (Rosario) | 0    | 2  | 0  | 0    | 2  | 3  | 14 | -11  |

| 28 de octubre, 10:00 (UTC-3) | Rosario Central | 5 : 5 (t. s.)(1 : 3 p.) | Argentino de Rosario | Balneario La Florida, Rosario |  |

| 28 de octubre, 13:00 (UTC-3) | Rosario Central | 7 : 1 | Central Córdoba (Rosario) | Balneario La Florida, Rosario |  |

| 28 de octubre, 16:00 (UTC-3) | Argentino de Rosario | 7 : 2 | Central Córdoba (Rosario) | Balneario La Florida, Rosario |  |

#### Fase Final[3]
| Equipo                     | Pts. | PJ | PG | PG++ | PP | GF | GC | Dif. |
| -------------------------- | ---- | -- | -- | ---- | -- | -- | -- | ---- |
| Unión Deportivo Provincial | 4    | 2  | 1  | 1    | 0  | 16 | 14 | +2   |
| Huracán                    | 3    | 2  | 1  | 0    | 1  | 11 | 8  | +3   |
| Argentino de Rosario       | 0    | 2  | 0  | 0    | 2  | 12 | 17 | -5   |

| 3 de noviembre | Huracán | 5 : 5 (t. s.)(P : G p.) | Unión Deportivo Provincial | Polideportivo Municipal Luis Monti, Escobar |  |

| 4 de noviembre | Huracán | 6 : 3 | Argentino de Rosario | Polideportivo Municipal Luis Monti, Escobar |  |

| 5 de noviembre | Unión Deportivo Provincial | 11 : 9 | Argentino de Rosario | Polideportivo Municipal Luis Monti, Escobar |  |

Club Unión Deportivo Provincial (Lobos)

Campeón

1.º título